# F-Zero
F-Zero é uma série de jogos eletrônicos de corrida futurísticos originalmente criada pela Nintendo Entertainment Analysis & Development e mais tarde desenvolvida por diversas outras companhias e publicada pela Nintendo. O primeiro jogo foi lançado para o Super Nintendo Entertainment System em 1990; seu incitou que a Nintendo produzisse sequências em consoles subsequentes.
A série é conhecida por suas corridas em alta velocidade, personagens e cenários únicos, jogabilidade difícil e música original, além de tirar o máximo de cada console para ser um dos jogos de corrida mais rápidos. O título original inspirou a criação de jogos como Daytona USA e a série Wipeout.
A série esteve em um hiato desde o lançamento de F-Zero Climax no Japão, em 2004, até que em 14 de setembro de 2023 foi anunciado e lançado um novo jogo chamado F-Zero 99 pro Nintendo Switch. Elementos da séries foram representados em outros jogos da Nintendo, incluindo as franquias Super Smash Bros. e Mario Kart. Títulos anteriores já foram emulados através de múltiplos consoles da Nintendo pelo serviço de Virtual Console. O F-Zero original é um dos seletos jogos emulados no Super NES Classic Edition.

## Jogos
| 1990 | F-Zero                   |
| 1991 |                          |
| 1992 |                          |
| 1993 |                          |
| 1994 |                          |
| 1995 |                          |
| 1996 | BS F-Zero Grand Prix     |
| 1997 | BS F-Zero Grand Prix 2   |
| 1998 | F-Zero X                 |
| 1999 |                          |
| 2000 | F-Zero X Expansion Kit   |
| 2001 | F-Zero: Maximum Velocity |
| 2002 |                          |
| 2003 | F-Zero GX                |
| 2003 | F-Zero AX                |
| 2003 | F-Zero: GP Legend        |
| 2004 | F-Zero: Climax           |

### F-Zero(1990)
Primeiro jogo da série, lançado originalmente para o SNES, F-Zero foi também o primeiro jogo para o console a utilizar a técnica denominada "Rolamento de Mode 7" (Mode 7 Scrolling), possibilitando a simulação de ambientes tridimensionais utilizando elementos bidimensionais. Tal técnica era considerada revolucionária em um tempo onde a maioria dos consoles estavam restritos a fundos estáticos e objetos em 2D. O resultado foi a criação pela Nintendo EAD de um jogo que o crítico da IGN Craig Harris chamou de "o mais rápido e polido jogo de corrida em pseudo-3D para consoles de seu tempo".

### BS F-Zero Grand Prix(1996) eBS F-Zero Grand Prix 2(1997)
Seis anos depois do primeiro título, BS F-Zero Grand Prix foi lançado para o Satellaview, expansão exclusivamente japonesa baseada em satélites para o Super Famicom. Foi lançado em partes separadas, e incluía uma atualização para o jogo original. Uma sequência incluindo novas pistas, BS F-Zero Grand Prix 2, foi lançada no ano seguinte.

### F-Zero X(1998) eF-Zero X Expansion Kit(2000)
Depois de sete anos de um hiato fora do Japão, a série fez a transição para 3D com o F-Zero X para o Nintendo 64. O jogo introduziu 26 novos veículos além dos quatro presentes no primeiro título. Em adição ao modo Grad Prix, o jogo introduziu um modo chamado "corrida da morte" (death race) e um gerador aleatório de pistas chamado "Copa X" (Cup X). Na corrida da morte, o objetivo do jogador é aniquilar os 29 outros corredores o mais rápido possível, enquanto a Copa X gera uma seleção diferente de pistas a cada vez que é jogada. As limitações do Nintendo 64 fizeram com que os desenvolvedores sacrificassem detalhes gráficos e músicas para permitir que o jogo funcionasse a 60 quadros por segundo e com trinta veículos na tela ao mesmo tempo.
Uma expansão para o Nintendo 64DD, intitulada F-Zero X Expansion Kit, foi lançada no Japão como o último disco adicional para o sistema. O Expansion Kit adicionou um editor de pistas, um editor de veículos, duas novas copas, três novos veículos e novas músicas. O editor de pistas era a principal atração da expansão, e foi elogiado por sua profundidade, visto que era praticamente o mesmo programa utilizado pelos desenvolvedores para criar as pistas oficiais.

### F-Zero: Maximum Velocity(2001)
F-Zero: Maximum Velocity foi o jogo de estreia da série em um console portátil, sendo lançado simultaneamente com o Game Boy Advance. Foi o primeiro título desenvolvido pela subsidiária da Nintendo, NDcube. O jogo retornou à jogabilidade do primeiro F-Zero, se utilizando de um motor de jogo no estilo do Mode 7.

### F-Zero GXeF-Zero AX(2003)

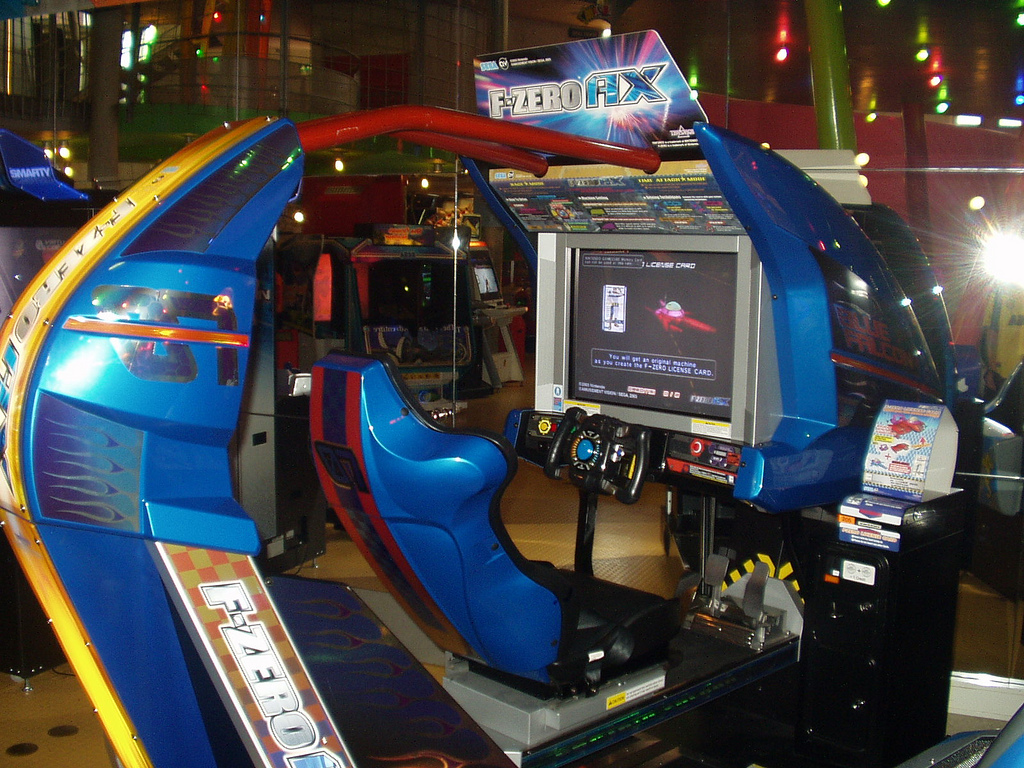
Cabine de luxo de F-Zero AX, simulando um veículo da série.

F-Zero GX foi lançado para o Nintendo GameCube e desenvolvido pela Amusement Vision, subsidiária da Sega. É o primeiro jogo da série a incluir um modo história. O jogo foi inicialmente intitulado "F-Zero GC", e depois renomeado para seu nome final.
A contraparte de F-Zero GX para arcades foi intitulada F-Zero AX e lançada simultaneamente com a versão para consoles em 2003. O jogo tinha três tipos de cabines; padrão, a "Monster Ride" e a de luxo, que se parecia com um veículo da série. F-Zero AX tinha seis pistas e dez personagens originais. Essas seus pistas e dez personagens poderiam ser desbloqueados em F-Zero GX, mesmo que através do cumprimento de requerimentos difíceis.

### F-Zero: GP Legend(2003)
F-Zero: GP Legend é o segundo título portátil a ser lançado para o Game Boy Advance e o segundo a incluir um modo história. Este, porém, é baseado na série animada de mesmo nome, introduzindo um novo personagem chamado Ruy Suzaku/Rick Wheeler. Diferente dos jogos anteriores, que se passavam no século XXVI, GP Legend se passa no século XXII.

### F-Zero: Climax(2004)
F-Zero: Climax foi lançado exclusivamente para o Game Boy Advance em 21 de outubro de 2004. Assim como seu antecessor, F-Zero: GP Legend, Climax foi publicado e parcialmente desenvolvido pela Nintendo, juntamente com a Suzak. Este é o primeiro título da série a ter um editor de pistas sem a necessidade de uma expansão. Pistas customizadas podem ser salvas em um de trinta espaços para uso futuro e trocadas com outros jogadores através do link cable. Se a memória do jogo for completamente preenchida ou a conexão com o link cable impedida, o jogo pode gerar uma senha para a pista; quando inserida em qualquer cartucho de F-Zero: Climax, a senha vai gerar a pista.

### Jogos cancelados
Zero Racers (G-Zero) foi um jogo cancelado da série para o Virtual Boy. O jogo foi pré-visualizado pela Nintendo Power. A jogabilidade se diferenciava em um ponto importante de seu predecessor e de todos os jogos F-Zero lançados depois. Em Zero Racers os veículos corriam em todas as três dimensões espaciais em túneis.
A Nintendo da Europa ofereceu à Criterion Games, desenvolvedora da série Burnout, que criasse um novo título para a franquia que seria lançado exclusiva e simultaneamente com o Wii U. A Nintendo pediu que uma demonstração do jogo estivesse pronta para ser mostrada na E3 de 2011. A desenvolvedora, porém, negou a oferta por estar ocupada com o desenvolvimento de Need for Speed: Most Wanted, que seria lançado em 2012.